# Концлагерь в Берёзе-Картузской
Берёза-Картузский концентрационный лагерь или просто «Берёза-Картузская» — концентрационный лагерь, созданный властями Польской Республики в 1934 году в городе Берёза-Картузская (сейчас г. Берёза, Брестская область) на территории Западной Белоруссии в качестве места внесудебного интернирования противников правящего режима. С 1934 по 1939 годы в нём содержались по обвинению в «антигосударственной деятельности» противники правившего режима: коммунисты, деятели еврейского, украинского и белорусского национальных движений, польские политические оппоненты Юзефа Пилсудского. В сентябре 1939 года после начала войны с Германией в лагере содержались немецкие военнопленные. После занятия лагеря советскими войсками, он стал теперь уже советской тюрьмой и в таком виде использовался до июня 1941 года. В 1945 году, после повторного занятия лагеря советскими войсками, тут находился спецлагерь № 410 для военнопленных.

## История лагеря
С приходом к власти в Польше в результате государственного переворота 1926 года Юзефа Пилсудского в стране установился авторитарный режим, известный как «санация» (sanacja, «оздоровление»), заключавшийся в «оздоровлении» общественной жизни страны путём сворачивания демократических институтов, ограничения прав парламента и укрепления исполнительной власти. Политическая оппозиция преследовалась правовыми средствами и силовыми методами. По отношению к национальным меньшинствам проводилась политика «культурного подавления», которая осенью 1930 переросла в массовые репрессии против украинского населения Галиции и Волыни («Пацификация»). Поводом для «пацификации» (умиротворения) послужили многочисленные антипольские акции ОУН (поджоги усадеб польских колонистов — «осадников», разрушение линий связи и т. д.). В ходе «пацификации» применялся принцип коллективной ответственности. Подразделения польской полиции и армии были введены в более чем 800 сёл, было арестовано более 2 тысяч человек, ликвидированы украинские организации, сожжено около 500 домов. Украинские депутаты сейма, чтобы не допустить их участия в выборах, были помещены под домашний арест. Составной частью «пацификации» стали украинские погромы со стороны польских шовинистических группировок. Дело дошло до того, что в 1932 году Лига Наций осудила действия польского правительства по отношению к украинскому населению.
Актом мести за «пацификацию» стало убийство 15 июня 1934 года в центре Варшавы боевиком ОУН Григорием Мацейко министра внутренних дел Бронислава Перацкого.
Через два дня, 17 июня, президент Польши Игнацы Мосцицкий издал распоряжение о создании лагеря в Берёзе-Картузской. Через этот лагерь прошли сотни украинцев, в том числе членов Организации украинских националистов. В частности, в 1934 в Берёзе-Картузской находилось 200 заключённых, в том числе 120 украинских националистов, 40 членов крайне правой польской партии «ONR» (Национально-радикальный лагерь — пол. Obóz Narodowo-Radykalny) и около 40 членов Коммунистической партии Западной Украины .
В лагере Берёза-Картузская разрешалось содержать людей до трёх месяцев без суда, исключительно по административному решению полиции или главы воеводства. Администрация лагеря имела право добавить срок (то есть оставить заключённого на повторные три месяца), чем довольно часто пользовалась.
Несмотря на протесты политических сил, выступавших против режима «санации», лагерь продолжал существовать, став местом заключения представителей левых организаций и активистов этнических меньшинств — украинцев, белорусов, русских. С момента основания до 1 декабря 1934 года комендантом лагеря был Болеслав Греффнер, затем до его закрытия — Йозеф Камала-Курганский. В советских источниках лагерь назывался «концентрационным», а его существование считалось свидетельством «фашистской» сущности санационного режима. Количество заключённых колебалось от 100 до 900 человек. До 1 сентября 1939 года через лагерь прошло около 3000 человек (документы этих заключённых сохранились и находятся в Брестском областном архиве). После нападения Германии на Польшу (точнее, первые аресты начались уже 30 августа) польские власти начали массовую изоляцию «неблагонадёжных элементов»: польских граждан немецкой национальности, членов украинских и белорусских национальных организаций, бывших членов Компартии Польши, Компартии Западной Белоруссии и Компартии Западной Украины. В лагерь было доставлено от 1,5 до 2 тысяч лиц немецкой национальности (в том числе около 500 женщин), от 3 до 5 тысяч членов украинских организаций. В этот период (1—18 сентября) документация или не велась, или была уничтожена. Общее количество заключённых за весь период существования лагеря можно оценить в 8—10 тысяч человек .
Лагерь имел проволочные ограждения с пулемётными вышками по периметру. Арестанты носили полотняную одежду с круглой полотняной шапочкой, на ногах — деревянные башмаки. В небольшие камеры с цементным полом набивали по 40 человек. Чтобы заключённые не садились, пол постоянно поливался водой. Им запрещалось разговаривать. Уделом узников была изнурительная работа и голодный паёк. Жестокое обращение со стороны лагерной администрации было нормой.
По советским данным, в конце сентября 1939 года заключённые, содержавшиеся в Берёзе-Картузской, были освобождены Красной Армией. Однако эта версия опровергается многочисленными свидетельствами бывших узников, которые утверждают, что в ночь на 18 сентября 1939 г. охрана покинула расположение лагеря и заключённые, уже более никем не охраняемые, просто разошлись.
В октябре—ноябре 1939 года лагерь использовался командованием РККА для временного содержания разоружённых частей Войска польского. В частности, в этот период здесь содержался будущий польский военный преступник Ромуальд Райс. В ноябре 1939 года концлагерь был окончательно ликвидирован. 

## Известные узники
- Боровец, Тарас Дмитриевич[уточнить (обс.)]
- Гаврилюк, Александр Якимович
- Донцов, Дмитрий Иванович
- Богданович, Вячеслав Васильевич
- Кобрин, Михаил Петрович
- Козубский, Борис Николаевич
- Максимович, Николай Григорьевич (ректор Львовского университета (1963—1981)
- Пастернак, Леон
- Шухевич, Роман Иосифович][уточнить (обс.)]
- Гуль, Владимир Петрович (в 1964 председатель Несвижского горисполкома)
- Живлюк, Иосиф Герасимович (член КПЗБ)
- Колесников, Иван Григорьевич (член КПЗБ)
- Искрик, Вера Григорьевна (член КПЗБ)
- Павлюкевич, Арсений Васильевич
- Климов, Иван Степанович
- Ежи Эдигей
- Сорока, Михаил Михайлович
- Бандера, Василий Андреевич
- Гринёх, Иван Михайлович
- Грабец, Емельян Петрович
- Гут-Кульчицкий, Роман Осипович
- Голояд, Мирон Григорьевич
- Берёзовский, Константин Амвросиевич
- Кац-Сухий, Юлиуш
- Бжеский, Роман Стефанович
- Марков, Фёдор Григорьевич
- Максимович, Николай Григорьевич
- Ваврисевич, Николай Михайлович
- Волошин, Ростислав Павлович